# 京阪600形電車 (3代)
京阪600形電車（けいはん600がたでんしゃ）は、京阪電気鉄道が所有する大津線と呼ばれる路線網を走る電車（路面電車車両）の1形式。1984年の登場当初は京都府・滋賀県に跨る京津線で使用されたが、1997年以降は滋賀県を走る石山坂本線で運用に就く。
最初の車両が製造された1984年当時の京阪電気鉄道は車両形式に「型」という漢字を用いていたが、その後1986年に「形」へと変更した。そのため、この項目では「600型」ではなく形式表記変更後の「600形」として記す。

## 導入までの経緯
京阪大津線を走る列車のうち、京津線を走る準急列車用には、1979年から1981年にかけてカルダン駆動方式（TD平行カルダン駆動方式 ）や発電ブレーキを常用する制動装置、乗務員室の面積を広げた非貫通の前面デザインなど多数の新要素を取り入れた高性能電車である500形が導入された。しかし、この車両は従来の車両と同様に冷房装置が搭載されておらず、大津線のサービス改善が求められるようになっていた。そこで導入されたのが、冷房を始めとした更なる新要素を導入した600形である。
製造は石山坂本線の錦織車庫に隣接した錦織工場で行われ、500形と同様に従来の非冷房車の車体を流用し、新たに製造された運転台や台車、機器と組み合わせる形で作られた。1次車（601 - 608）には300型の、2次車から4次車（609 - 620）までの車両には260型の車体が用いられ、前者に関しては全ての車両が600形に車体を供出した。ただし「改造」扱いであった500形とは異なり、600形は車歴上これらの車両の「代替新造」という形で製造された。
形式番号の「600」については、1927年に1550形として登場後1929年に改番され、「ロマンスカー」という言葉が誕生するきっかけとなった初代、様々な経緯を持つ車両が混在した通勤用電車である2代目が存在しており、本項目で紹介する600形は3代目にあたる。

## 車体・機器
車体側面は2箇所に設置された両開き乗降扉を始めとする流用元の車両の扉・窓配置が活かされた一方、先頭部は京阪線向け6000系の流れを汲んだ半流線形状となり、500型のような非貫通式固定窓に中央部で分割する2枚ガラスが設置された。2次車以降は後述の通り、前面窓が側面に回り込むような形に拡大されている。また運転室も拡大し、車体長が従来の車両から200mmほど伸びた。車内は全席ロングシートで、製造時は6000系と500形の要素を取り入れた暖色系の色調で纏められていた。
編成は2両固定編成で、集電装置（パンタグラフ）は運転台側に1基搭載された。連結面の形状は種車によって異なり、300型の車体を用いた1次車は雨樋が連結面まで伸びる外観（丸妻）であった一方、製造時から片運転台であった260型の車体を用いた2次車と3次車の一部（613・614）は連結面の上部が張り上げ構造に改造され、製造時両運転台だった260型が由来の3次車（615・616）および4次車は連結面側の運転台跡を撤去し定員を増加させる工事が行われ、平面状（切妻）となった。
台車には500形に導入された空気ばね台車のFS-503形を改良した住友金属工業製のFS-503A形を採用しており、軸箱支持用の緩衝ゴムがシェブロンゴムに付け替えられた。製造時の主電動機には、直巻巻線と分巻巻線双方を有した直流複巻電動機である東洋電機製造製のTDK-8565Aが使用され、電力を回収可能な回生ブレーキや後述の定格制御装置の使用が容易となった。これに加え、制動装置として発電ブレーキを常用したほか、これらと独立して非常直通式空気ブレーキ（SME）も搭載された。
駆動装置は500形と同様にTD平行カルダン駆動方式を採用したが、500形が中空軸式であった一方、600形は中実軸式に変更された。奇数番号の車両に設置された制御装置（ACRF-M853-788A）は電動カム軸式で、抵抗・直並列・界磁位相制御の3つの制御方式に対応していた。また5 km/h刻みの定速度制御が可能であり、導入当初のノッチ数は30 - 60 km/hの間の7ノッチであったが、1985年以降は25 km/hが追加され8ノッチとなった。偶数番号の車両の床下に搭載された補助電源装置（SVM55-440、55 kVA）は、床下空間の都合上GTO素子を用いた静止型インバータ（SIV）を京阪の車両で初めて採用した。構造はブースター式で、制御装置に用いられる交流電源もここから供給された。
冷房装置として東芝製のRPU-3042［冷房能力: 11,500 kcal/h (13.4 kW)］が採用され、各車両の屋根上に2台設置された。車内への送風にはダクトに加えてラインデリアが使われている。

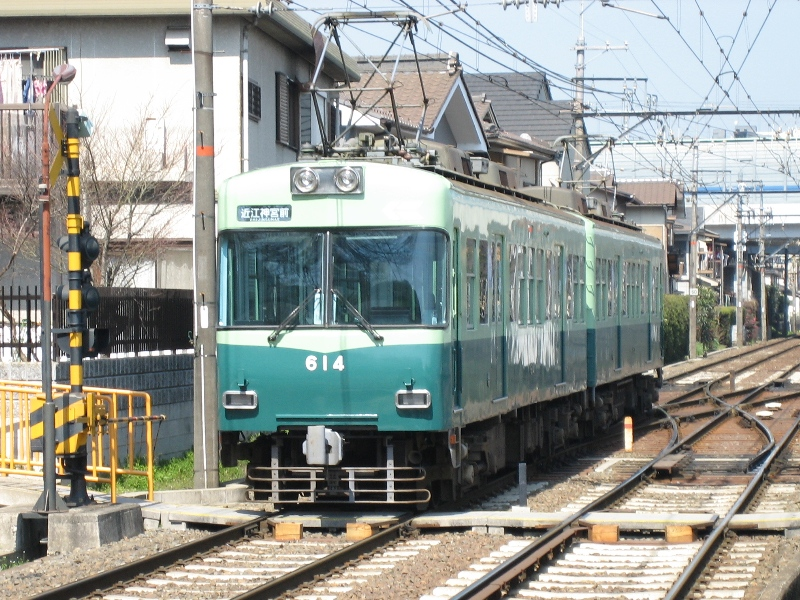
600形旧塗装時代
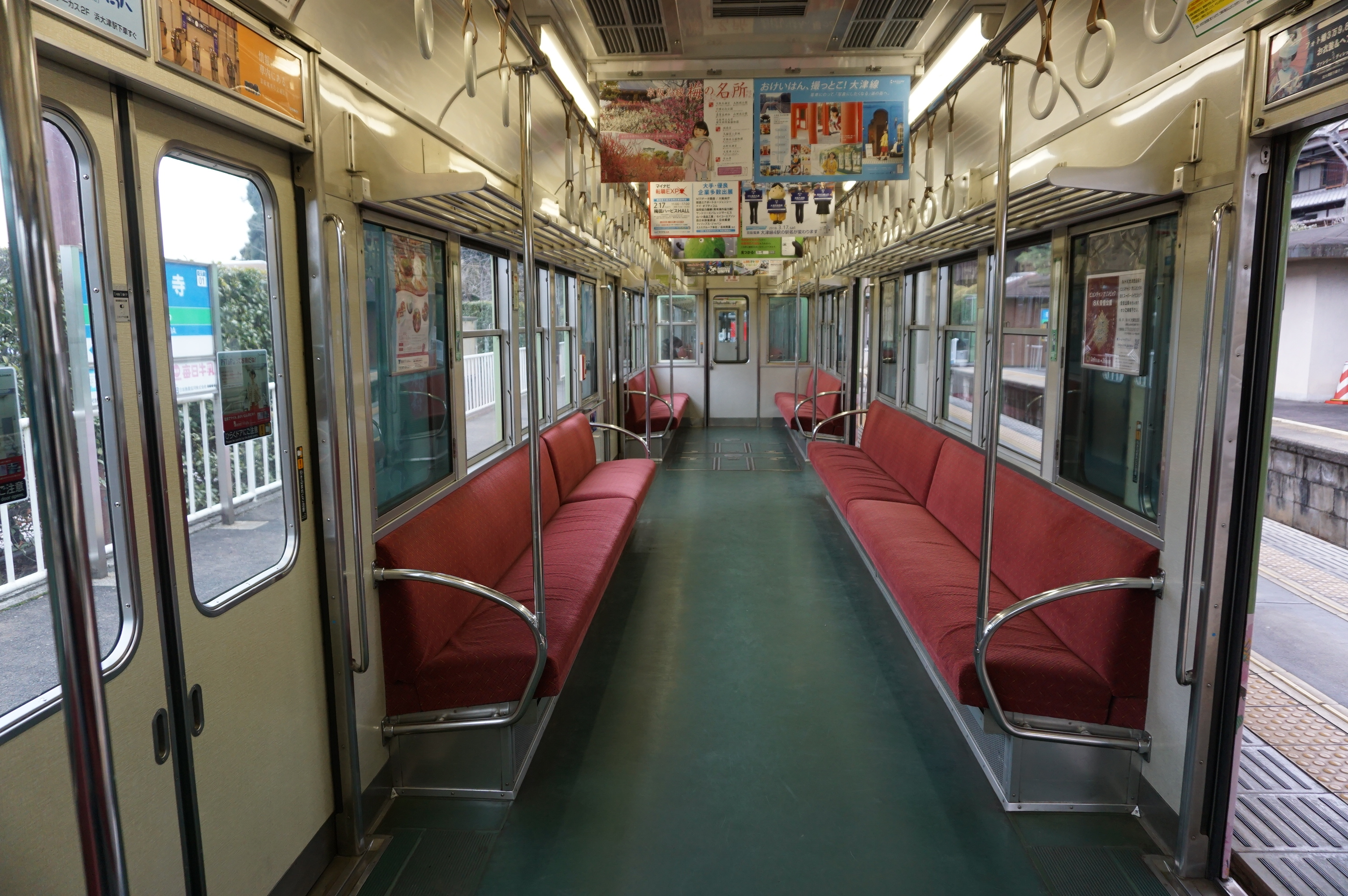
車内（2018年撮影）
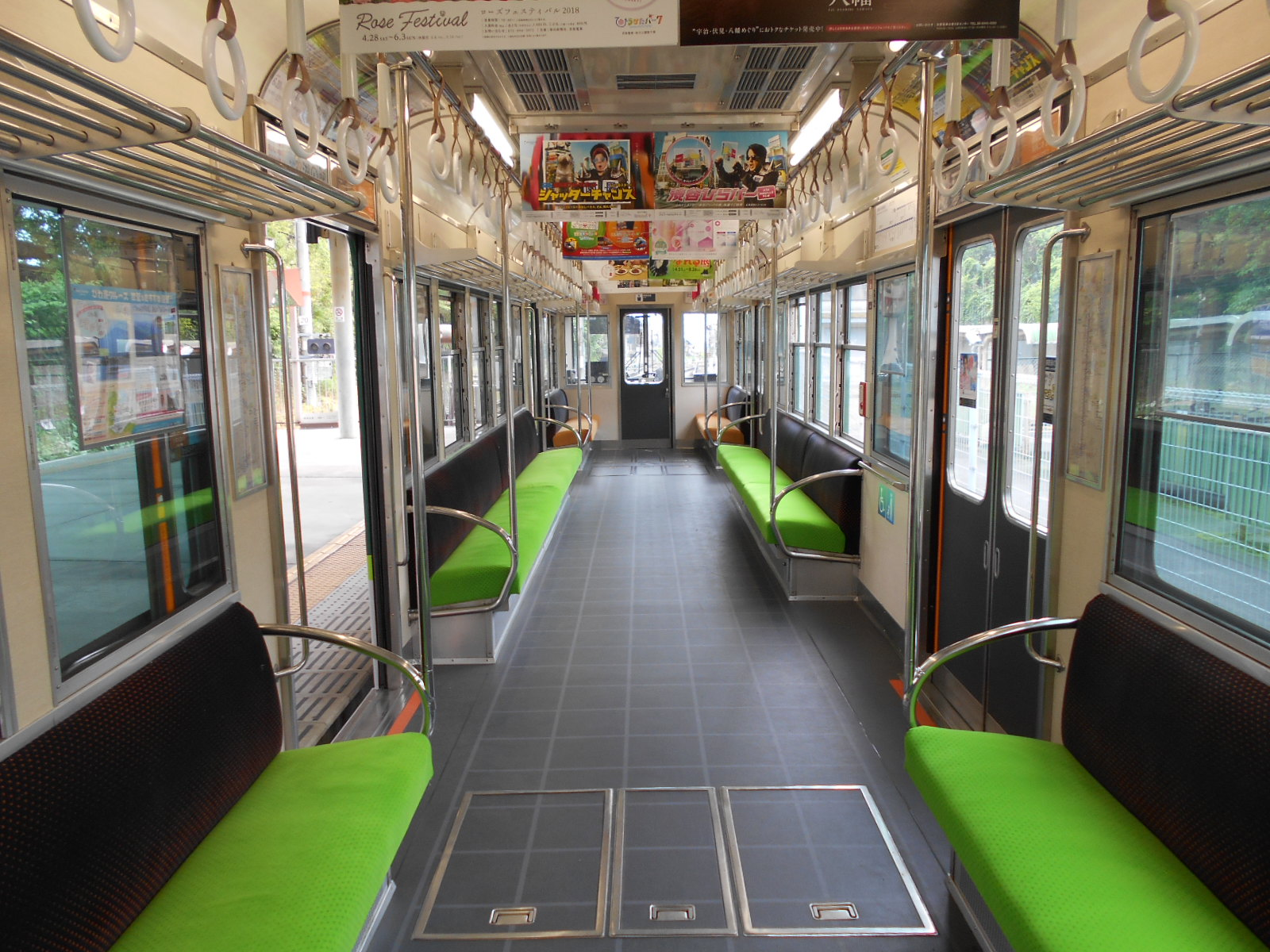
車内（塗装変更後 2018年撮影）

## 増備
1984年4月に営業運転を開始し、登場時には大津線初の冷房車であることをアピールするため装飾付きの大型ヘッドマークが付けられた。以降も好評を受けて同年夏までに2両編成3本が導入され、10月22日に製造された607 + 608をもって1次車（601 - 608）の製造が完了した。これにより、車体流用元となった300形は形式消滅し、それまで京津線の準急に使用されていた260型や500形は石山坂本線での運用が増加した。
その後、更なる冷房化促進のため、多数が残存していた非冷房車である260型の車体を用い600形を増備することが決定し、前面窓の曲線ガラス（パノラミックウィンドウ）への変更が施された2次車（609 - 612）が1986年に完成した。続いて翌1987年には側面窓の下段固定化を実施した3次車（613 - 616）が導入され、1988年には最終増備車となる4次車（617 - 620）が製造された。この3次車・4次車における側面窓の形状変更は、冷房化により窓を全開にする必要性が薄れたことが要因であり、1992年から1993年にかけて1・2次車も同様の形状に改造されている。

京津線準急時代の600形
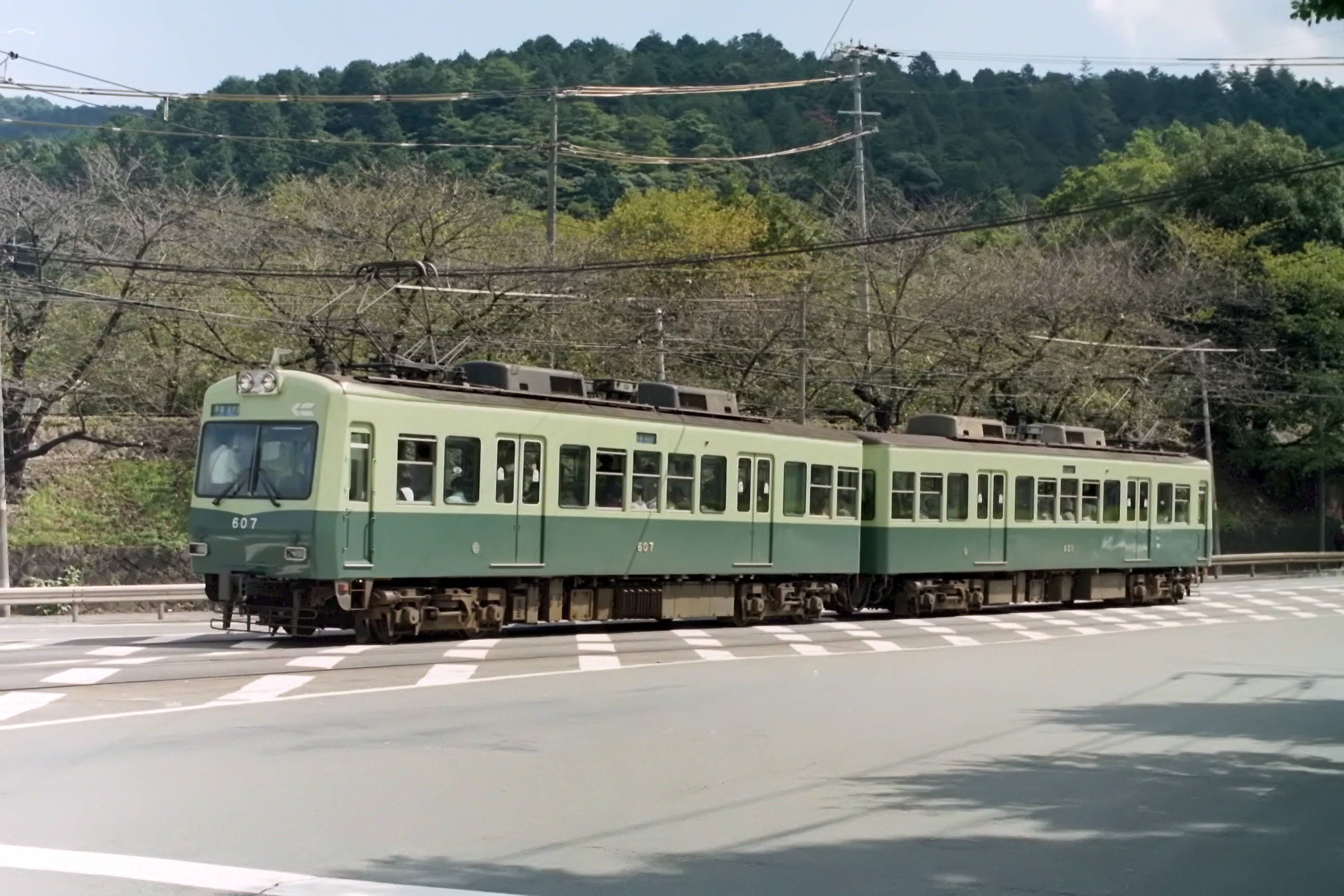
地上時代の蹴上駅を通過する600形
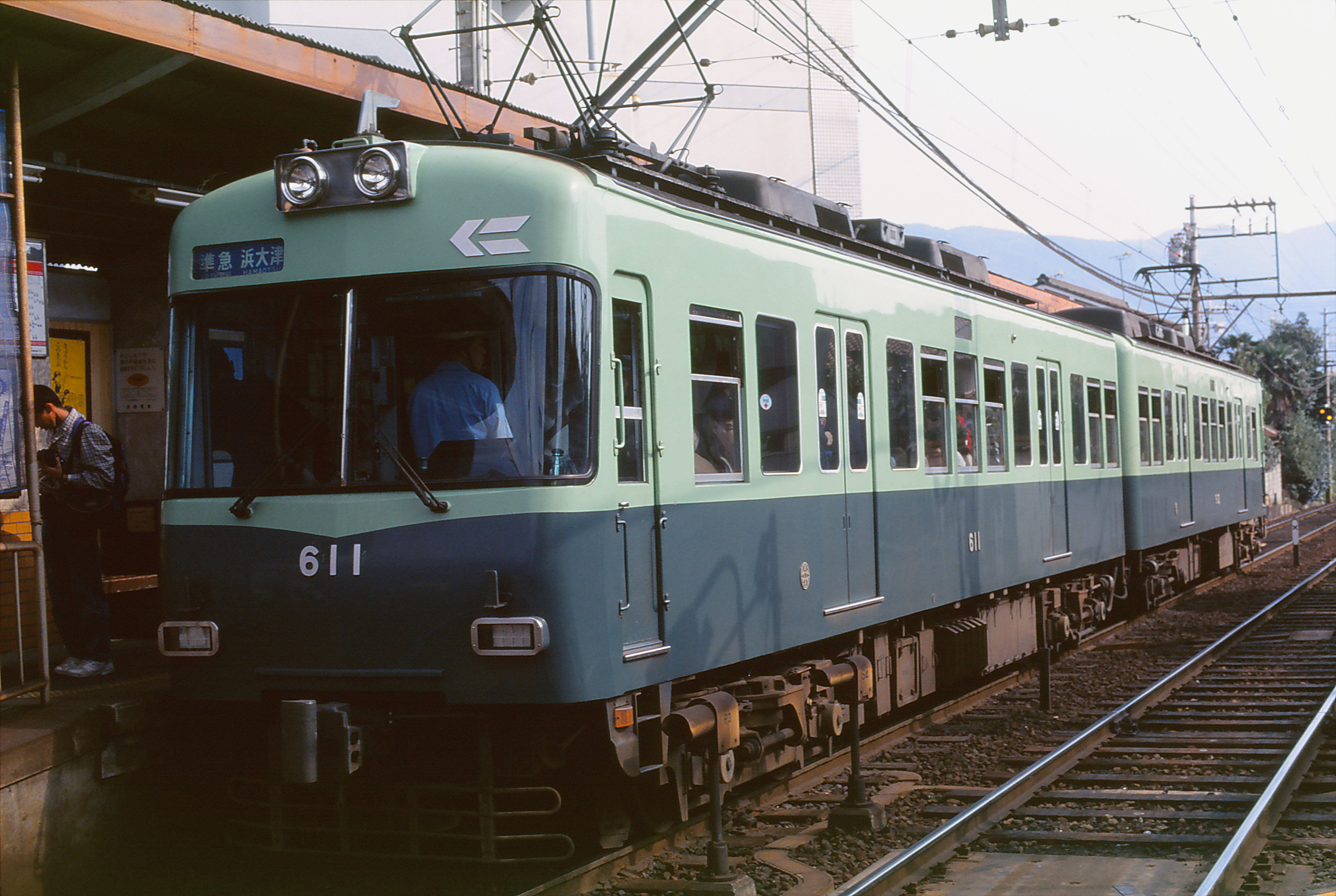
地上時代の御陵駅に停車する600形（1997年撮影）
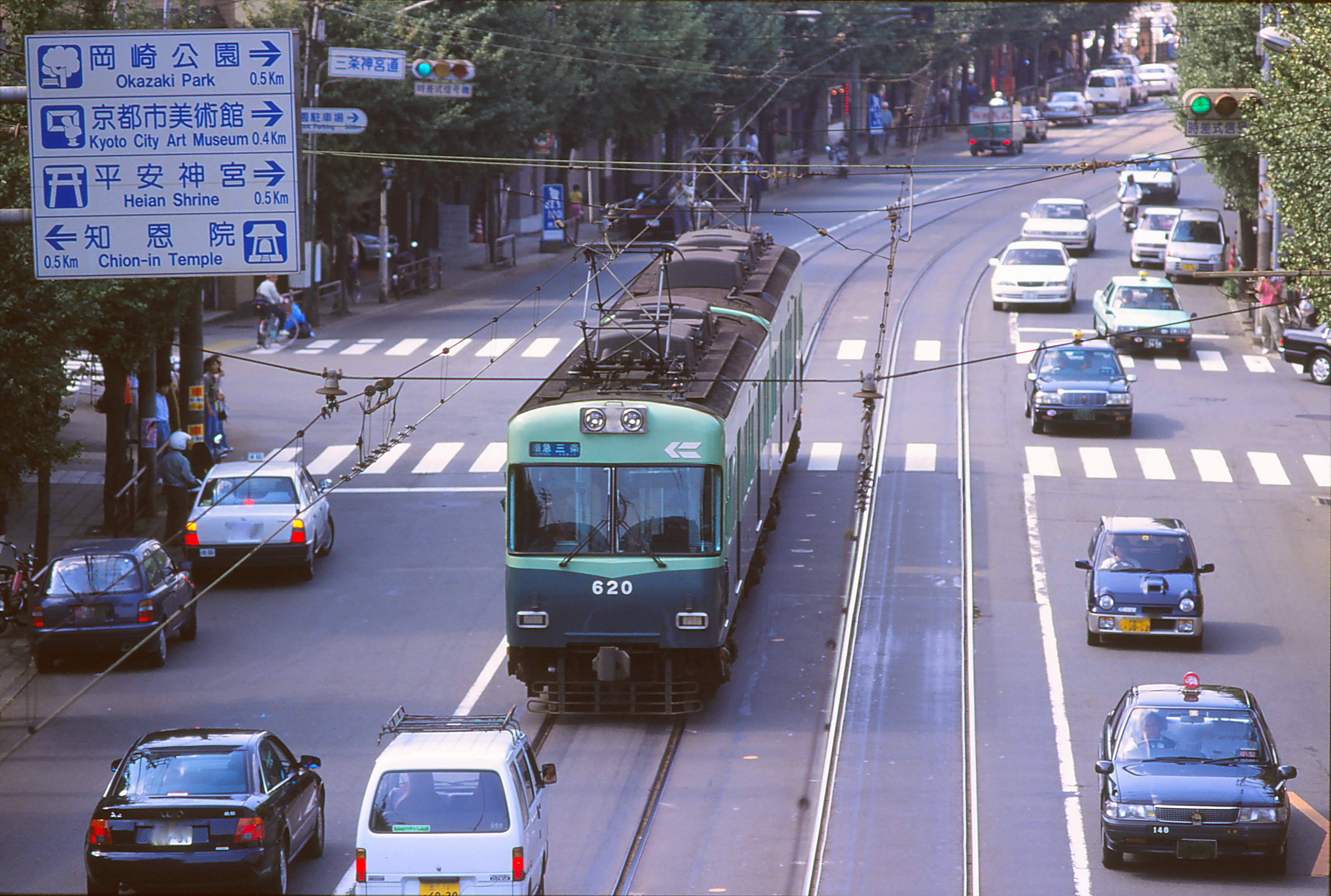
京津三条駅 - 蹴上駅（1997年撮影）
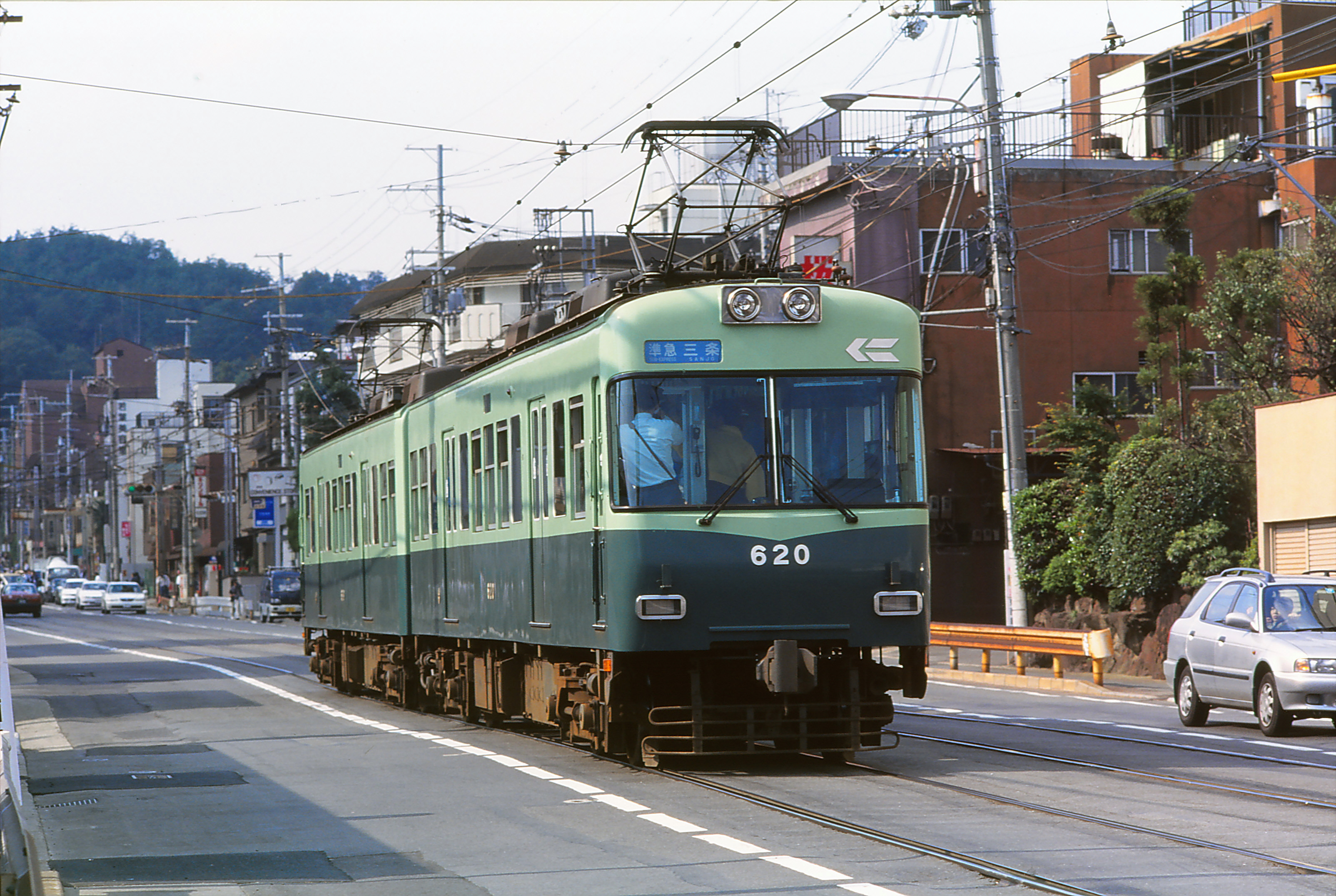
日ノ岡駅 - 御陵駅間（1997年撮影）

## 昇圧対応工事等

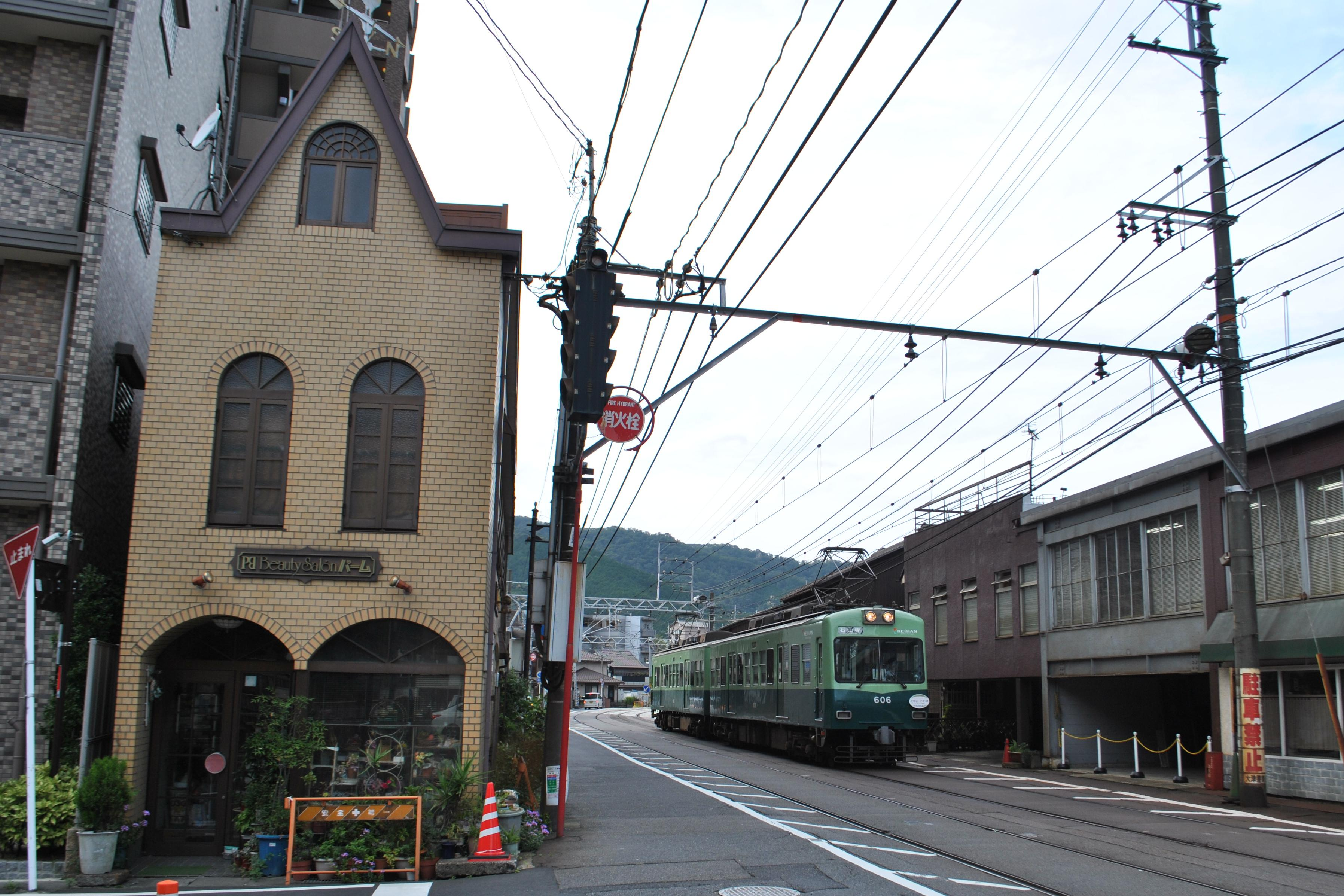
浜大津駅（現：びわ湖浜大津駅） - 三井寺駅間（2015年撮影）

京津線の部分廃止および京都市営地下鉄東西線への片乗り入れ開始に合わせ、大津線全体の架線電圧が直流1,500 Vに昇圧されることになったが、それに先駆け昇圧後も継続して使用されることになっていた600形は、製造当初から複電圧車として製造された700形と同様への機器の交換を含め、以下のような改造が1993年に実施された。
- 主電動機 - 東洋電機製造の直流複巻電動機であるTDK-8760A（70 kW）に交換。これにより出力が増大した[7][23]。
- 駆動装置 - 分巻界磁位相制御を採用したACRF-M870-793Aに交換[7][23]。
- 制動装置 - 回生ブレーキを併用した全電気指令式電磁直通ブレーキ（HRD-1）に交換[10][23]。
- 補助電源装置 - 複数の電圧に対応可能な昇降圧チョッパ方式に変更[10][23]。
- コンプレッサー - 交流電動機駆動式に変更[10][23]。
- 標識灯 - LED式に交換[10]。

昇圧が実施された1997年10月12日をもって600形は京津線から撤退し、以降は2019年現在まで石山坂本線で使用されている。その後も車内への車椅子スペースの増設や2003年に実施されたワンマン化対応工事など小規模な改造が行われている。

## 塗装変更

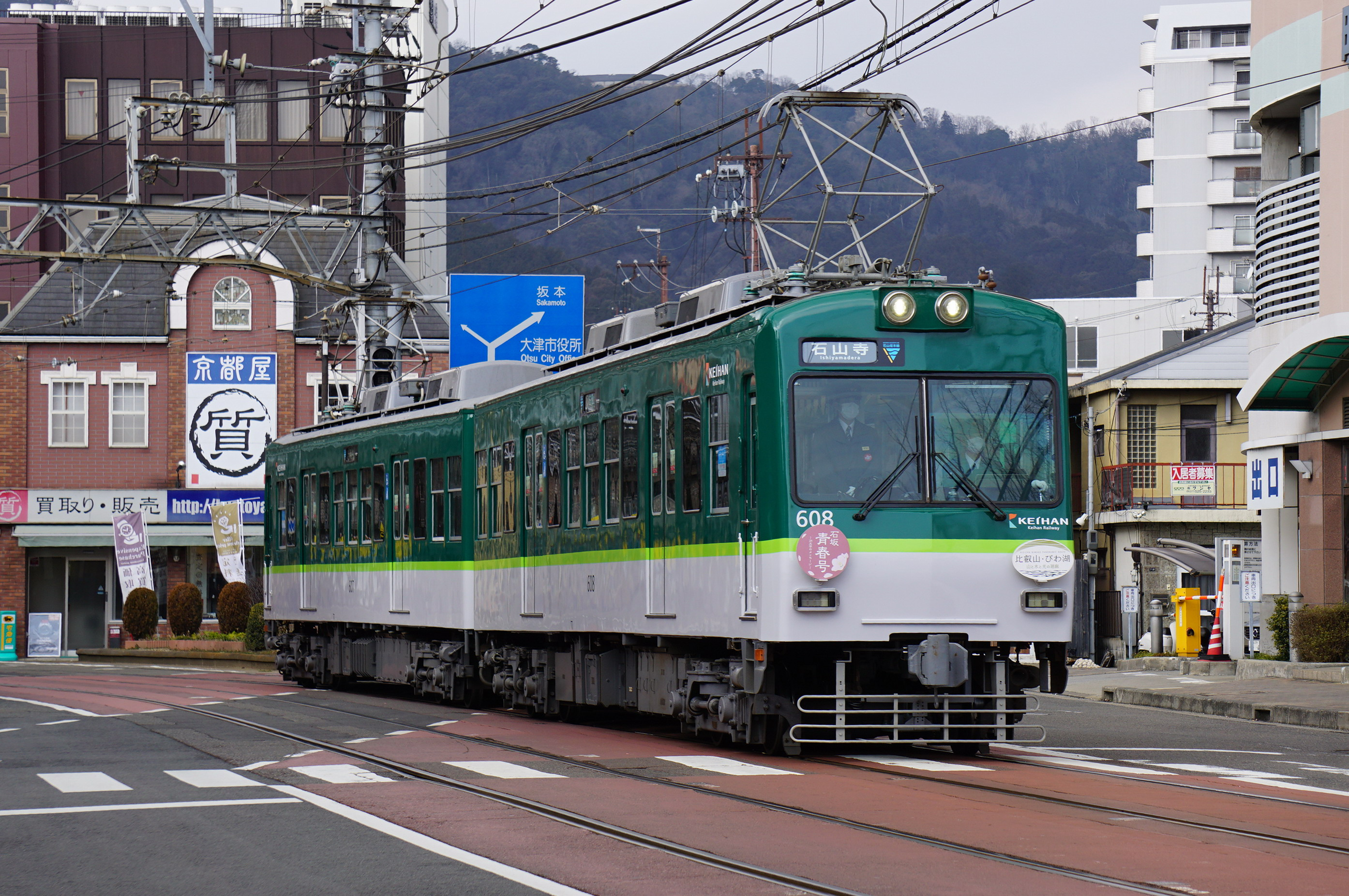
新塗装化された600形

600形の塗装は、後述のラッピング車両を除いて製造時から長らく車体上半分が若草色（ライトグリーン）、下半分が青緑色（ダークグリーン）のツートンカラーであった。2017年以降、上半分が濃緑色（レストグリーン）、下半分が白（アトモスホワイト）、両色の境目に黄緑色（フレッシュグリーン）の帯を配した、京阪線一般車と同様の新塗装へ塗り替えられており、他の大津線用電車と共に2021年3月までに塗装変更を完了する予定となっている。

## ラッピング・特別塗装
1997年以降、大津線（石山坂本線）では多数のラッピング電車が運行されている。当初は公共機関からのお知らせや沿線イベントの紹介などが中心で、ラッピング自体も年に数件ほどであったが、613 + 614編成を用いて2011年8月22日に登場した映画「けいおん!」とのタイアップによるラッピング電車「HO-KAGO TEA TIME TRAIN」が高い反響を呼んだことで、以降様々なアニメ作品とタイアップしたラッピング電車が登場している。
それ以外にも坂本ケーブルとのタイアップ塗装「坂本ケーブル80周年記念トレイン」や交通安全を呼びかける「パト電」など様々な特別塗装の列車が登場している他、大津線開通100周年を記念して2012年には603 + 604編成が上半分マンダリンオレンジ、下半分カーマインレッドの京阪特急色に塗り替えられ、同年9月26日から2016年3月21日のラストランイベントまで運行していた。その後、同編成は2020年に営業運転終了から50年を迎えた60型電車「びわこ号」の登場当初の塗装に復刻され、同年9月14日から営業運転を開始し、2024年まで運行する予定となっている。2022年3月には比叡山振興会議と提携し、琵琶湖や比叡山をイメージしたラッピング車両（厳密には塗装し直したペインティング車両）が登場した。なお、この車両は車体のラッピングのみならず、イメージに合わせて内装や座席モケットの張り替え、つり革の交換など、ほかのラッピング車両と比べて内部にも相当手が加えられている。

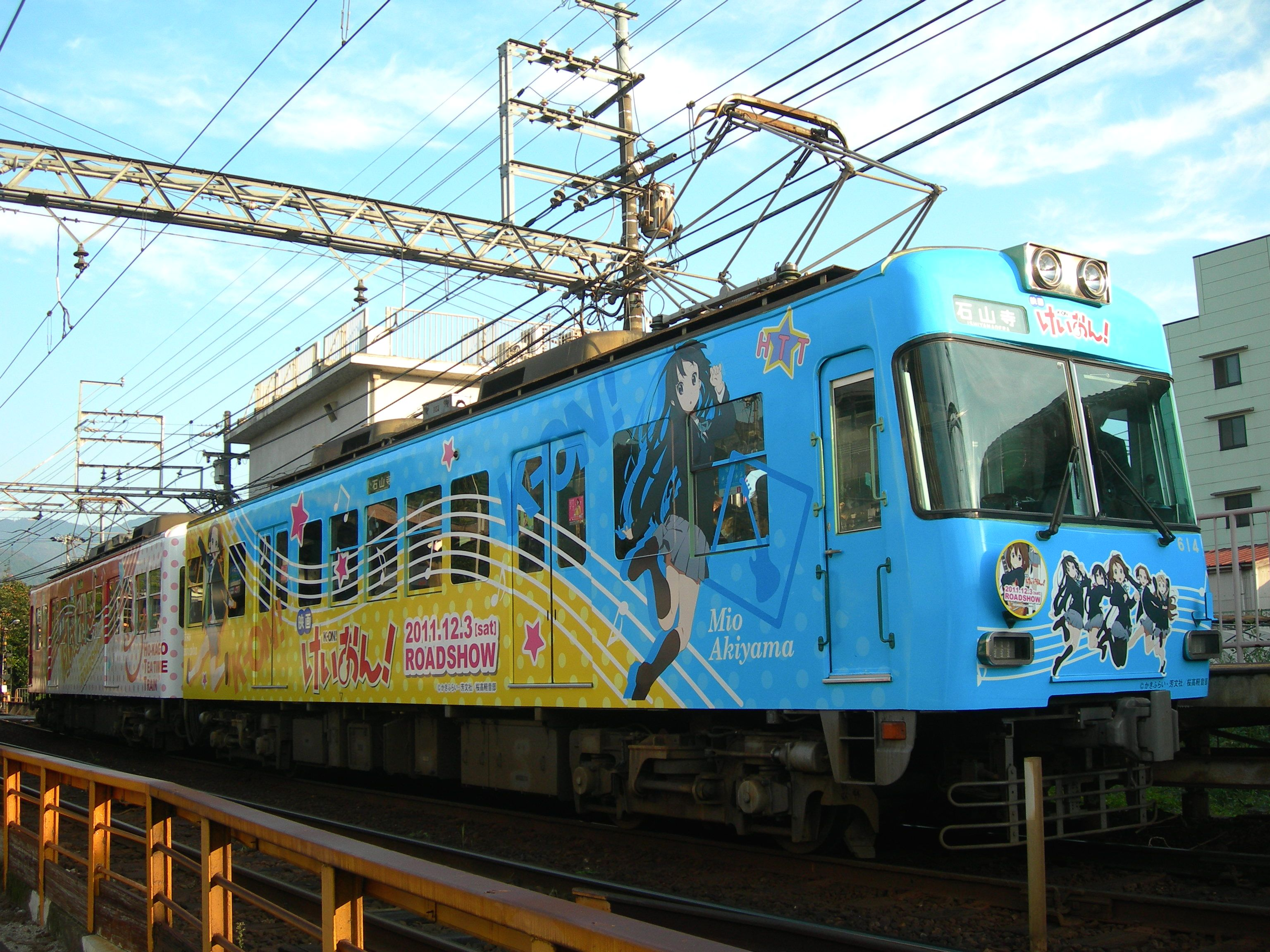
「HO-KAGO TEA TIME TRAIN」（2011年撮影）
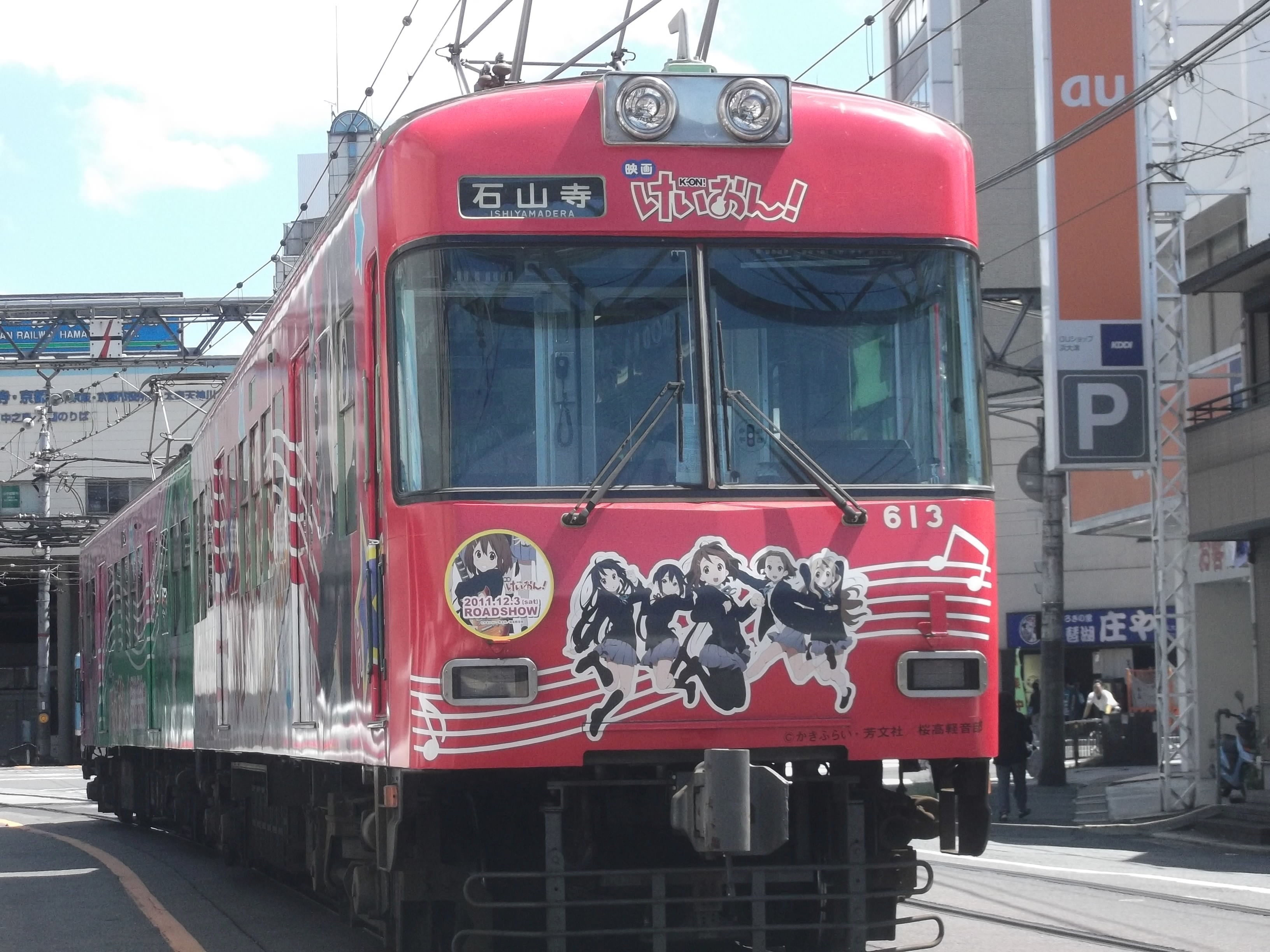
「HO-KAGO TEA TIME TRAIN」（2011年撮影）
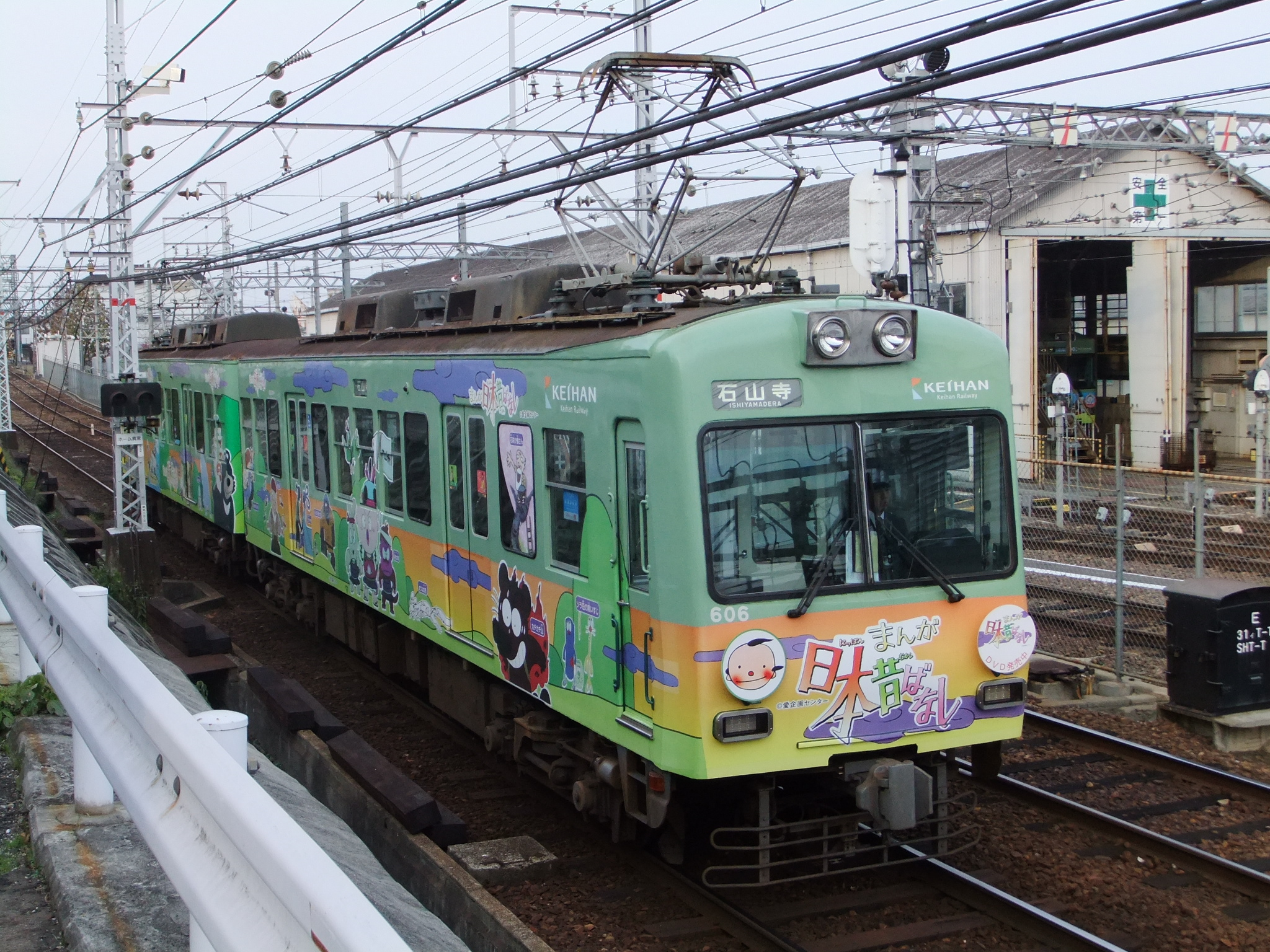
まんが日本昔ばなし（2011年撮影）
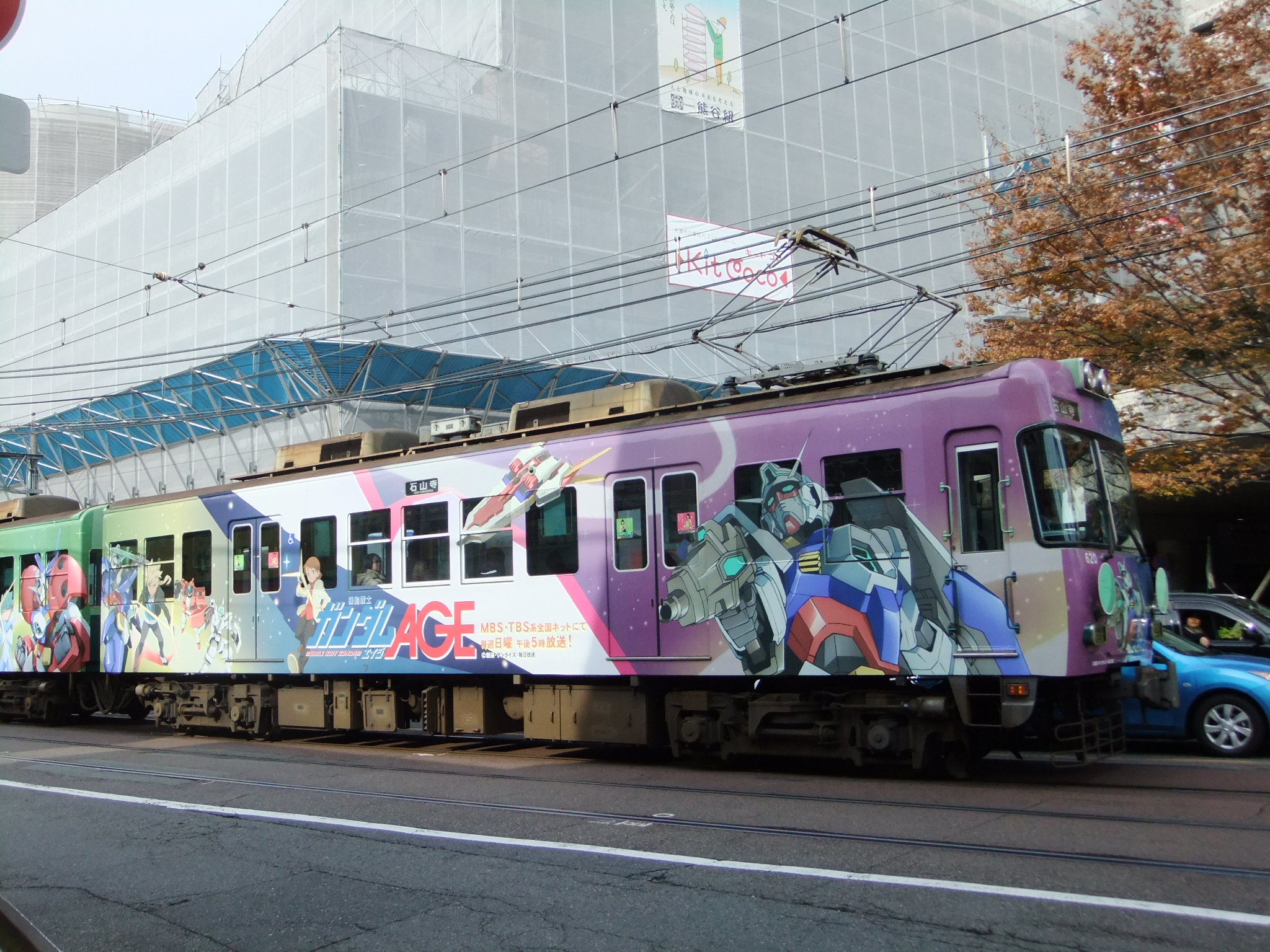
機動戦士ガンダムAGE（2011年撮影）
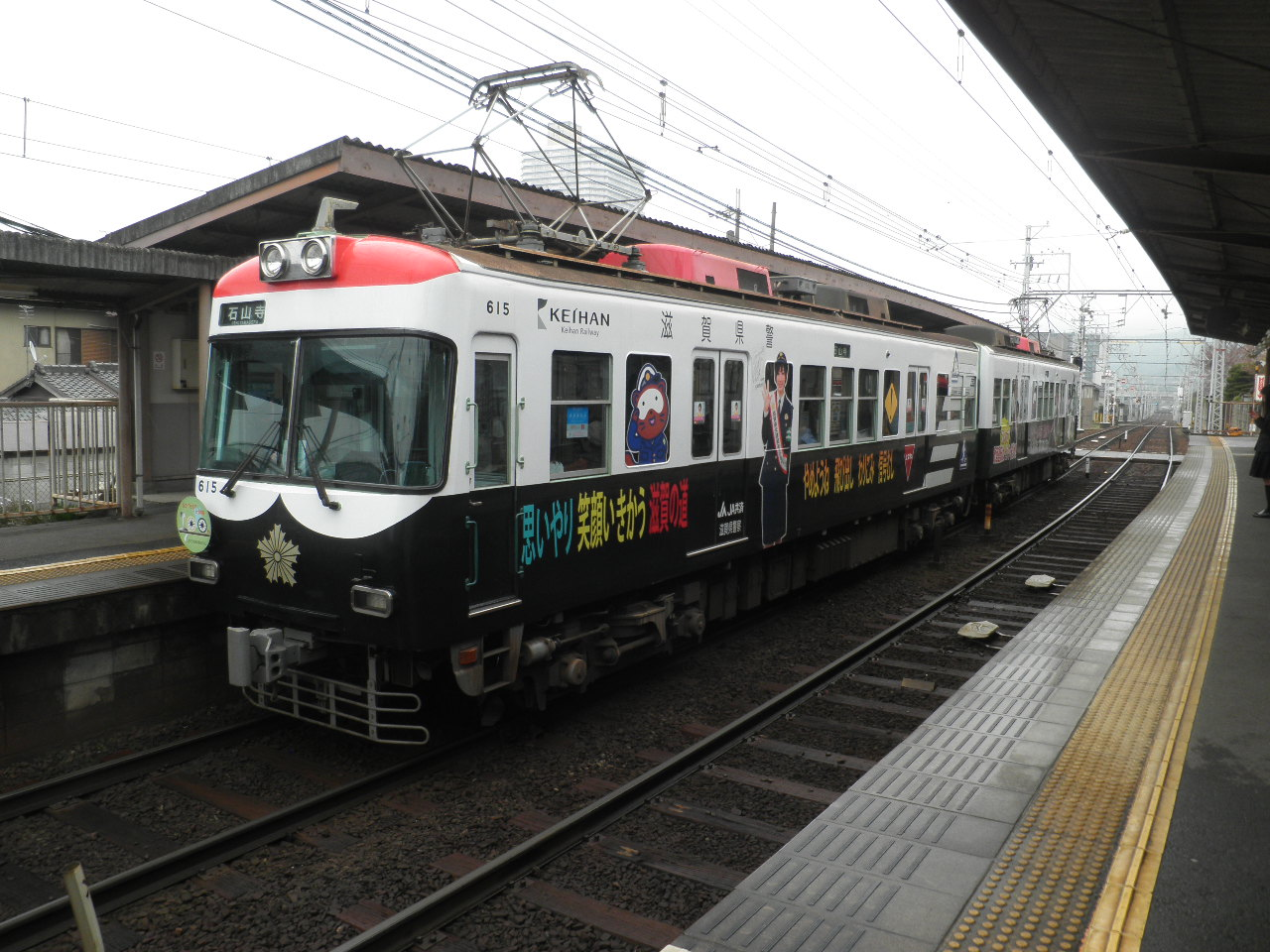
「パト電」（2013年撮影）
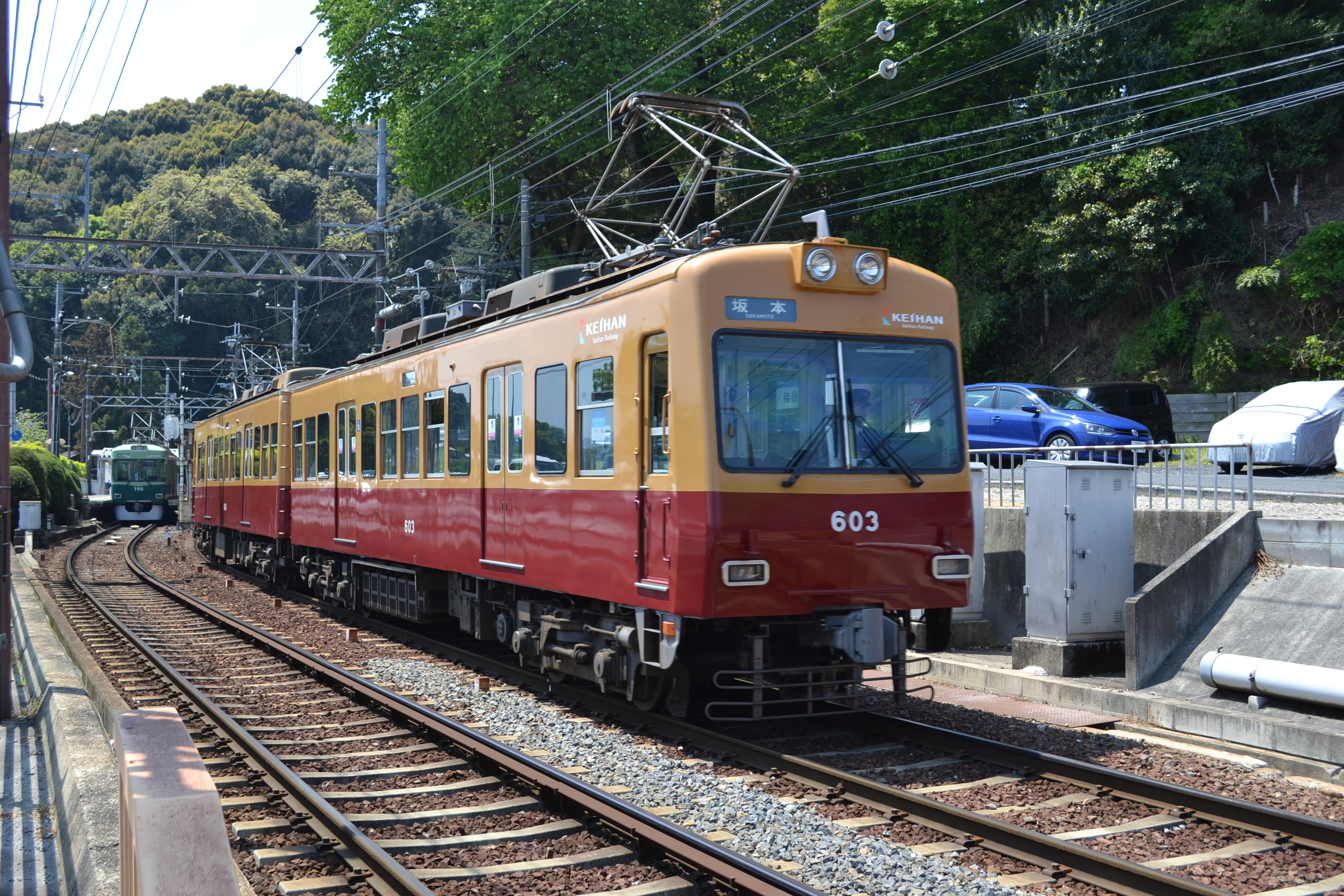
特急色（2013年撮影）
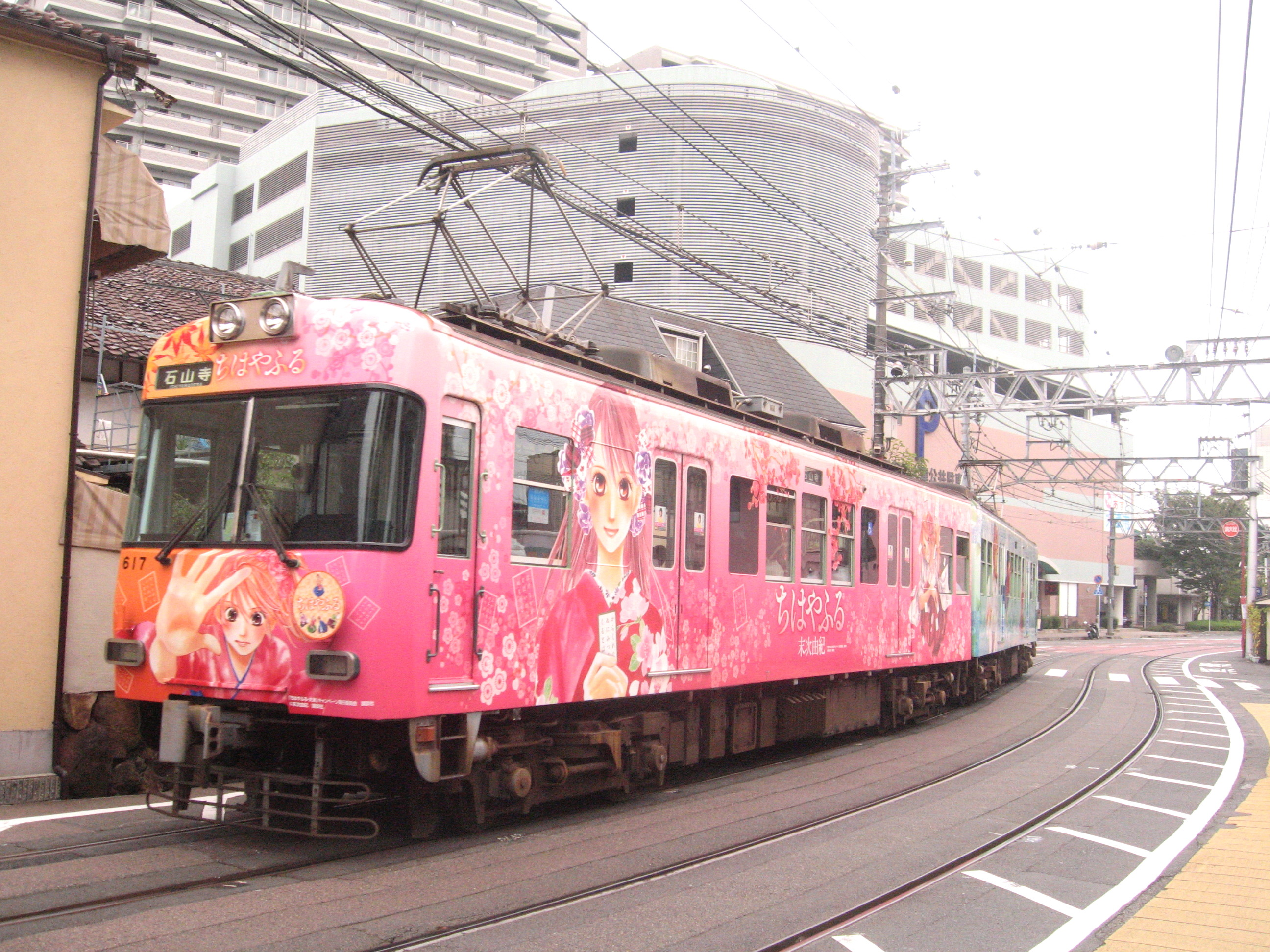
ちはやふる（2014年撮影）
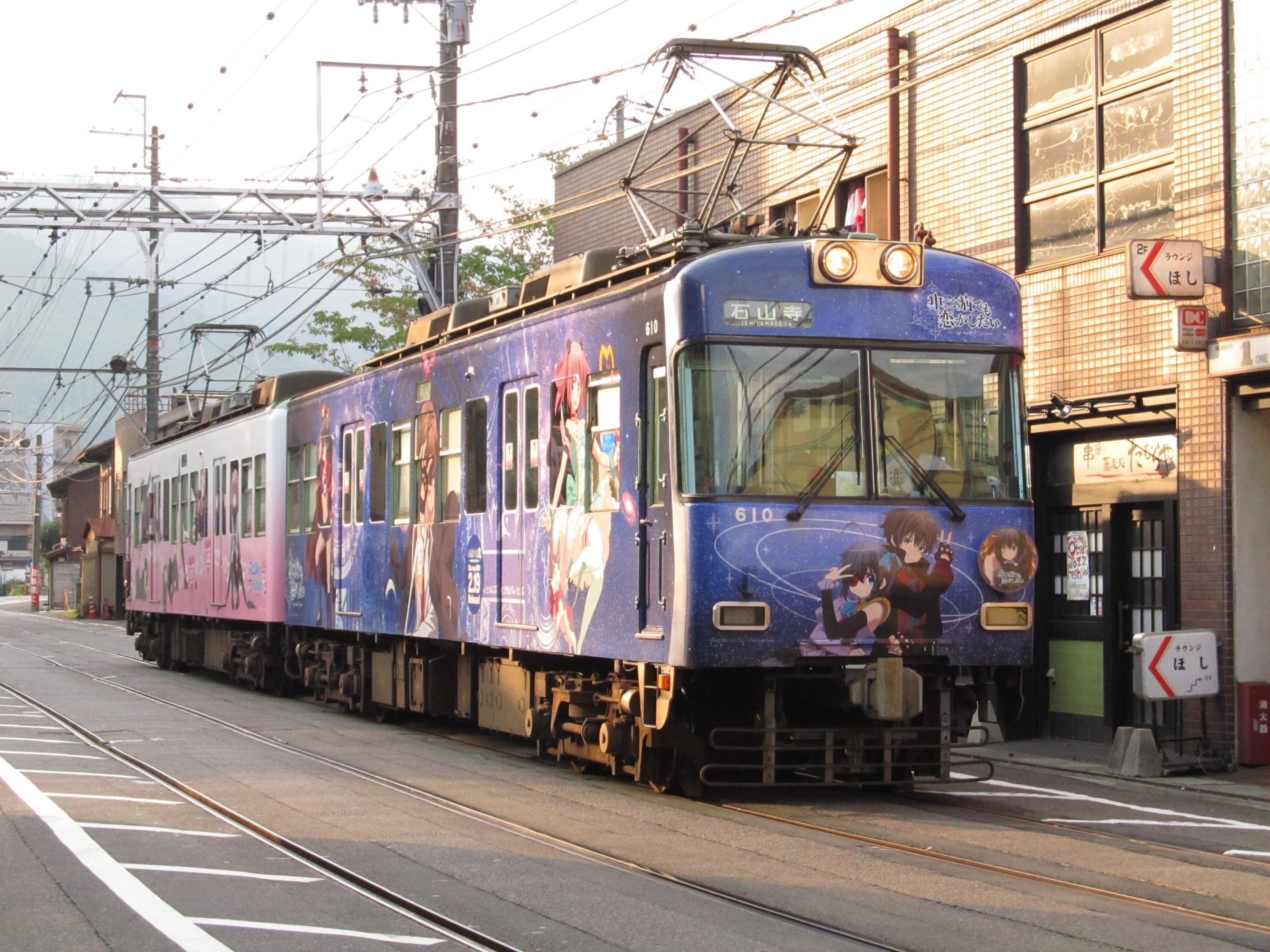
中二病でも恋がしたい！（2014年撮影）
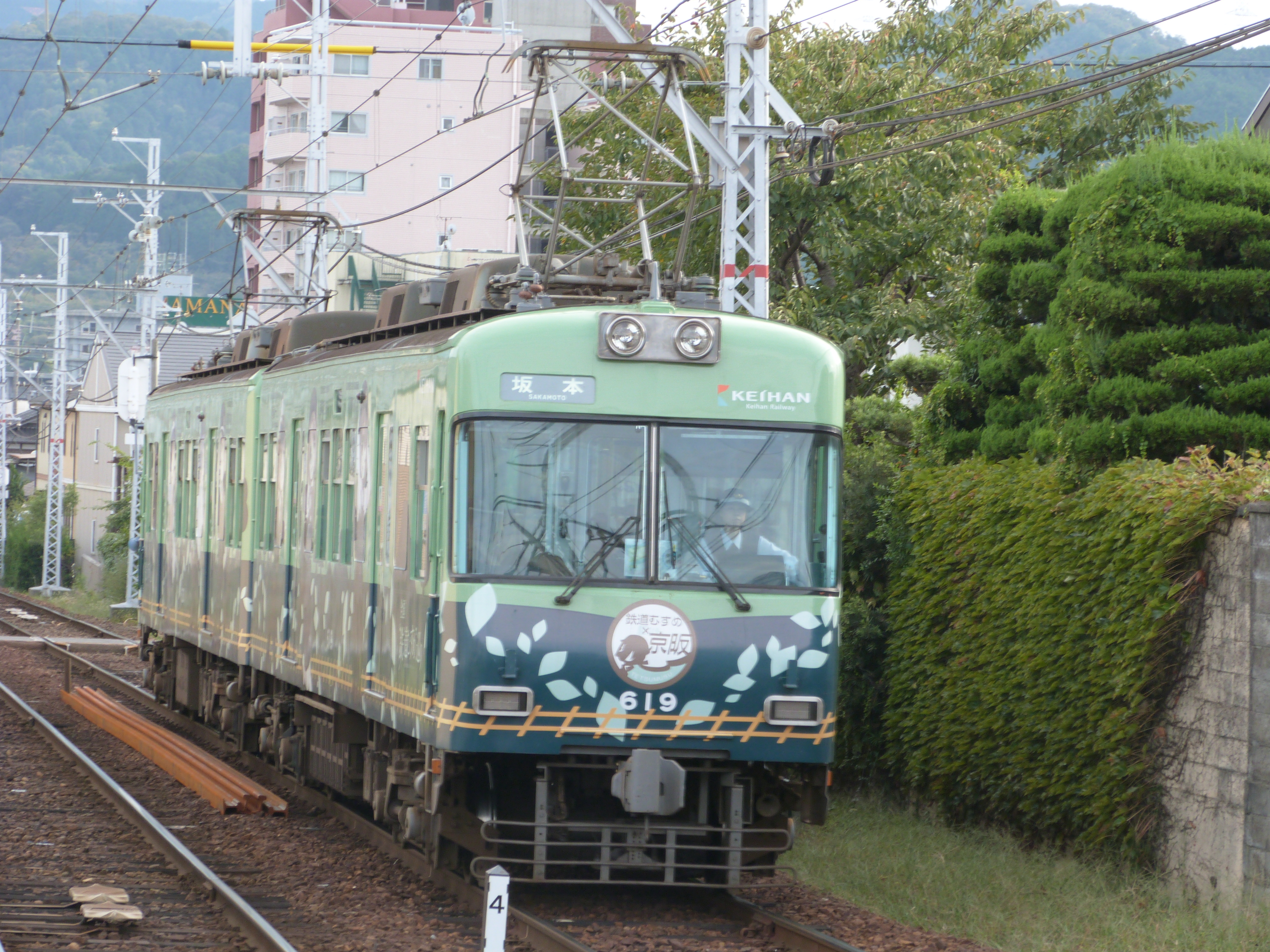
鉄道むすめ（2014年撮影）
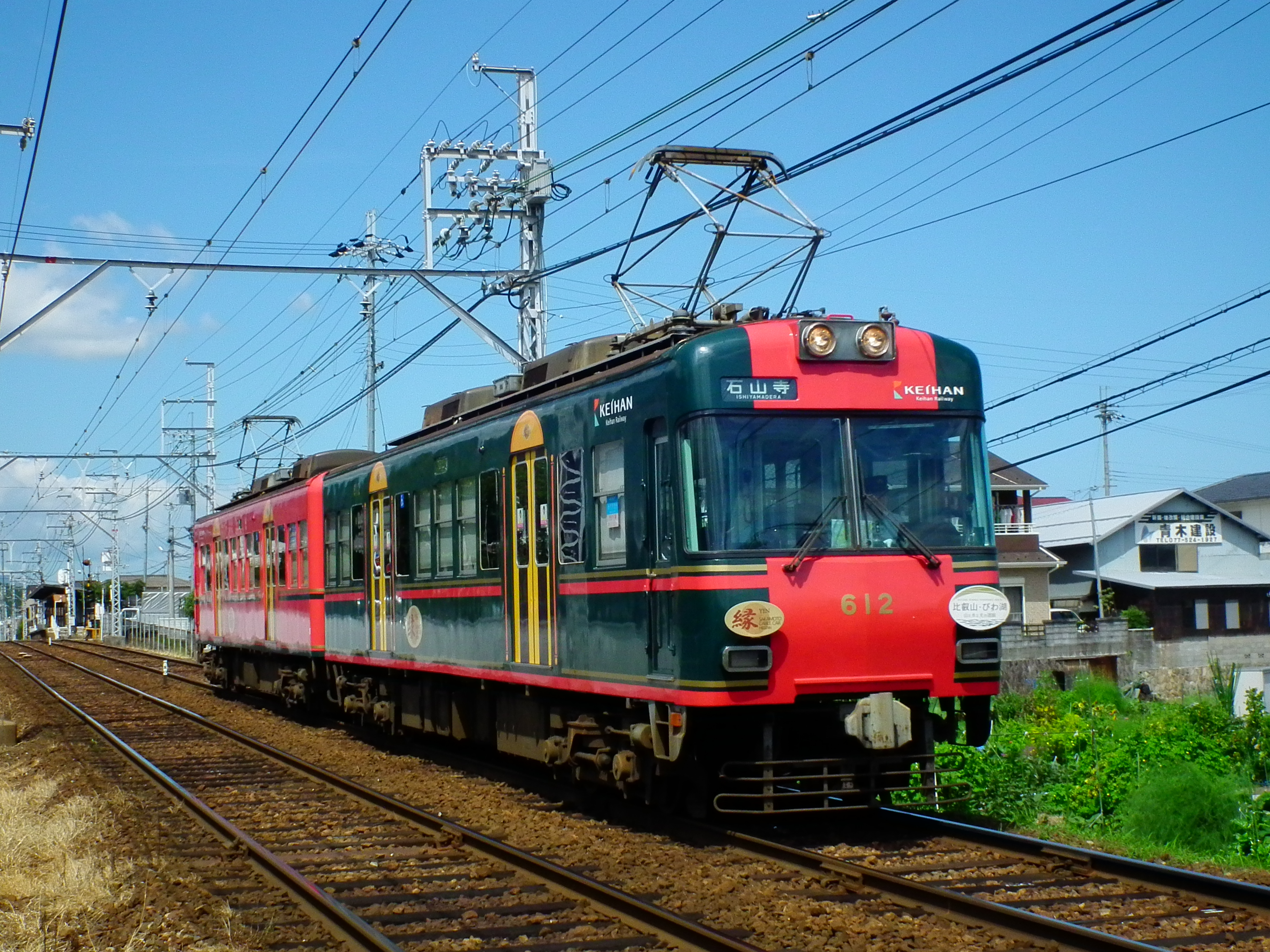
「坂本ケーブル80周年記念トレイン」（2015年撮影）
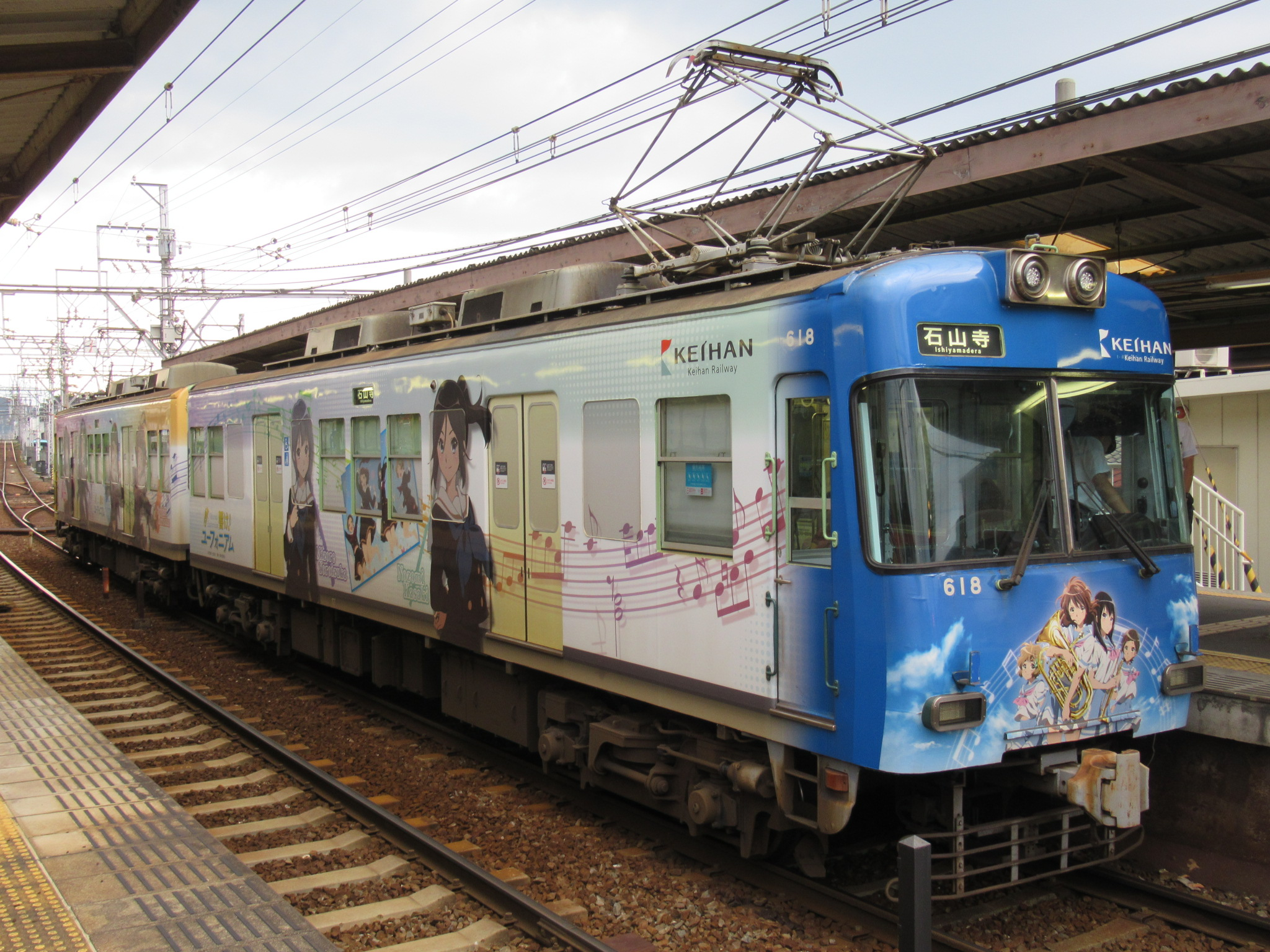
響け!ユーフォニアム（2019年撮影）
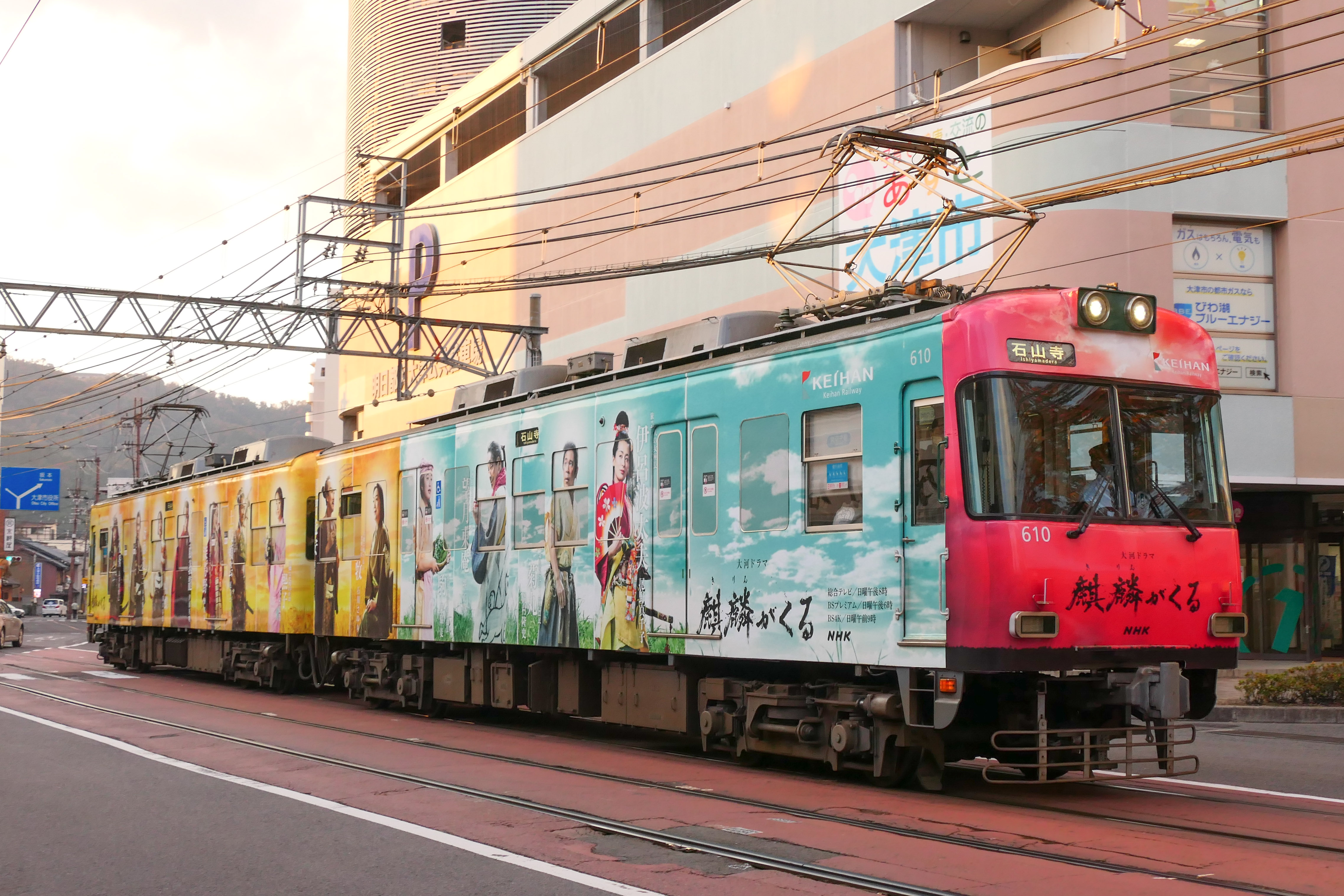
麒麟が来る（2020年撮影）
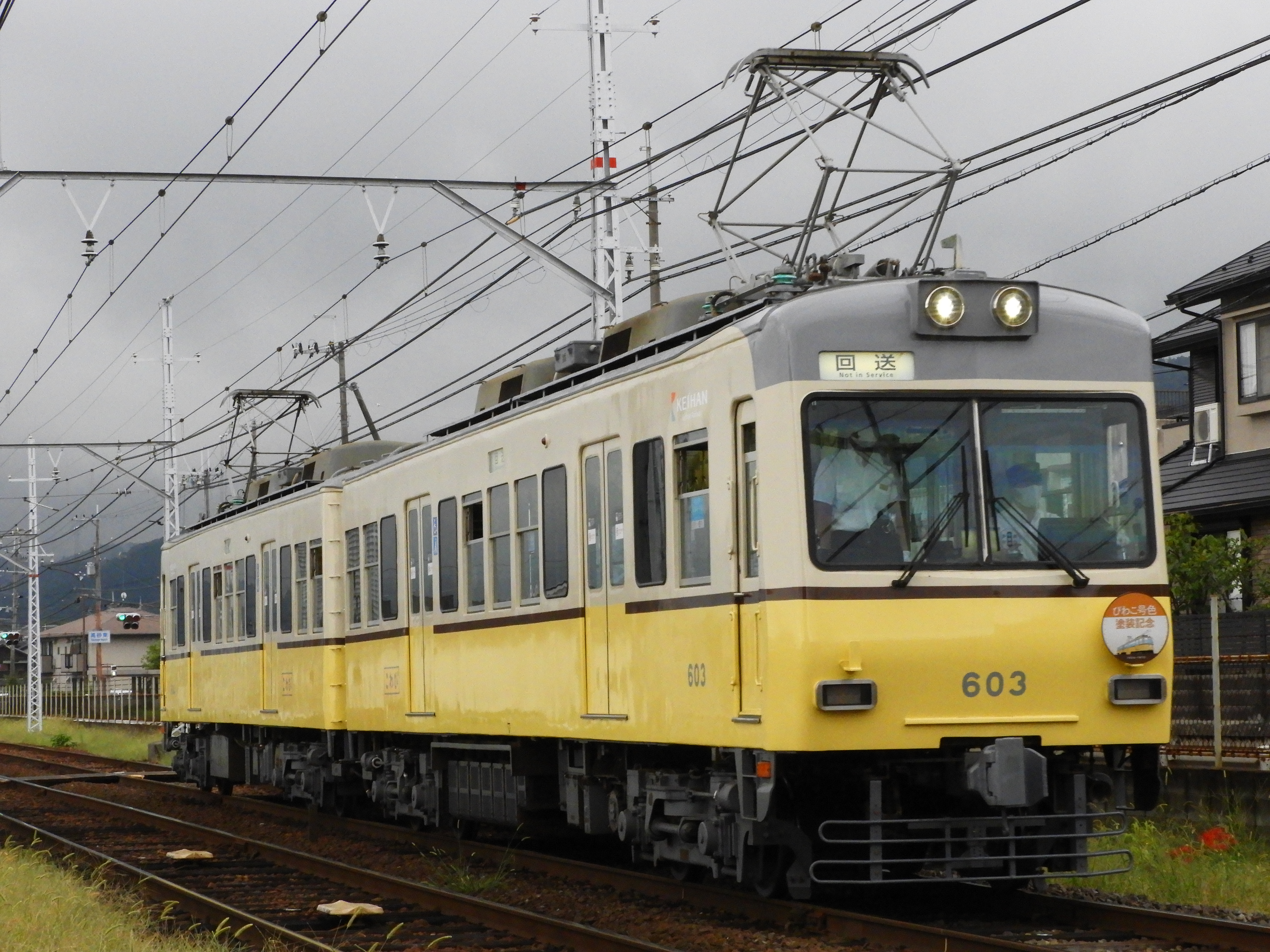
「びわこ号」復刻塗装（2020年9月撮影）

## 車歴・編成
| 京阪600形 |                                              |             |                |                     |            |            |
|           | ← 京津三条 坂本比叡山口びわ湖浜大津 石山寺 → |             |                |                     |            |            |
| 車種      | 形式                                         | 形式        | 竣工日         | 連結面              | 車体流用元 | 車体流用元 |
| 車種      | 600形 (Mc1)                                  | 600形 (Mc2) | 竣工日         | 連結面              | 形式       | 番号       |
| 1次車     | 601                                          | 602         | 1984年4月16日  | 丸妻                | 300型      | 307+308    |
| 1次車     | 603                                          | 604         | 1984年7月20日  | 丸妻                | 300型      | 303+304    |
| 1次車     | 605                                          | 606         | 1984年8月1日   | 丸妻                | 300型      | 305+306    |
| 1次車     | 607                                          | 608         | 1984年10月22日 | 丸妻                | 300型      | 301+302    |
| 2次車     | 609                                          | 610         | 1986年4月22日  | 丸妻 (張り上げ屋根) | 260型      | 277+278    |
| 2次車     | 611                                          | 612         | 1986年7月4日   | 丸妻 (張り上げ屋根) | 260型      | 275+276    |
| 3次車     | 613                                          | 614         | 1987年4月17日  | 丸妻 (張り上げ屋根) | 260型      | 274+279    |
| 3次車     | 615                                          | 616         | 1987年7月4日   | 切妻                | 260型      | 269+270    |
| 4次車     | 617                                          | 618         | 1988年4月19日  | 切妻                | 260型      | 271+272    |
| 4次車     | 619                                          | 620         | 1988年7月4日   | 切妻                | 260型      | 273+268    |